# Сељачки крсташки рат
Сељачки крсташки рат представља део Првог крсташког рата. Трајао је шест месеци, од априла до октобра 1096.
Познат је и под називом Народни крсташки рат. Под вођством харизматичног проповедника Петра Пустињака кренула је необучена сељачка војска у крсташки рат.
Кретали су се пљачкајући, па су се успут сукобили у Земуну, Београду и Нишу са локалним становништвом. У тим сукобима је страдало око 10.000 људи. У нестрпљивом покушају да пре доласка главне крсташке обучене војске преотму Никеју од Турака претрпели су изузетно тежак пораз. Од 20.000 сељачких крсташа преживело их је само 3.000.

## Увод
Папа Урбан II планирао је да се крене у крсташки рат 15. августа 1096, али месецима пре тога скупиле су се бројне неочекиване војске сељака и витезова нижег степена. Те војске се кренуле према Јерусалиму по свом властитом нахођењу. Сељаци су сиромашили и трпели годинама пре 1096. разне тешкоће, као што је суша, глад и разне болести. Они су у крсташком рату видели излаз из тешкоћа, у којима су се налазили.
Поред тога током 1095. појавио се читав низ метеоролошких појава, као што су метеорски ројеви, ауроре, помрачење месеца и појава комете.
Све их је то уверавало у божански благослов за њихов поход.
Пред концил у Клермону 1095. појавио се један покрет, који је веровао да је крај света близу. Долазило је до масивних ходочашћа.
На концилу у Клермону 1095. папа и бискупи позивају на крсташки рат за ослобођење Јерусалима.
Одзив на папин позив да се крене у крсташки рат био је неочекивано велик. Папа је очекивао неколико хиљада витезова. Међутим одазвало се око 100.000 углавном необучених бораца, укључујући много жена и деце.
Духовни вођа покрета је био харизматични монах и ненадмашни оратор Петар Пустињак из Амијена. Јахао је магарца и облачио се простом одећом. Он је дуж северне Француске и Фландрије проповедао крсташки рат. Тврдио је да га је сам Христ поставио да проповеда крсташки рат. Верује се да се војска Петра Пустињака углавном састојала од неписмених сељака, који нису знали куда иду и где је Јерусалим. Иако се већина војске састојала од сељака необучених за борбу, било је и добро тренираних витезова нижег ранга, који су их водили.

## Валтер и Французи
Петар је скупио своју војску у Келну 12. априла 1096. Ту је намеравао да се заустави, да проповеда Немцима и да скупи још крсташа.
Французи су били нестрпљиви и нису желели чекати Петра и Немце, па је неколико хиљада француских крсташа кренуло под вођством Валтера Сан Авоара. Та група је стигла у Угарску 8. маја, прошла кроз Угарску и дошла до Београда, где је била граница Византије.
Београдски командант није знао што да чини с њима. Није имао заповест како да поступа, па им забрањује да прођу. Крсташи су харали и пљачкали около тражећи храну. При томе је било окршаја са београдским гарнизоном, а 16 Валтерових људи је покушало да покраде пијацу у Земуну. Са њих је скинут оклоп и одећа, па су то обесили на земунској тврђави. Коначно су били пуштени да прођу до Ниша, где су снабдевени и где су чекали даља упутства о дозвољеном пролазу. При крају јула су стигли у Константинопољ.

## Од Келна до Константинопоља
Петар и остали крсташи кренули су око 20. априла. Око 20.000 је одмах кренуло, док ће друга група кренути касније.
Кад су дошли до Дунава, један део војске одлучује да крене бродом низ Дунав, а већи део наставља копном до Угарске, па кроз Угарску до Београда.

### Убиства у Земуну и палеж Београда
У Земуну крсташима постаје сумњиво јер су видели обешене крсташке оклопе од Валтерових људи. После свађе о цени неких ципела избија побуна и свеопшти напад на Земун у коме крсташи убијају 4.000 Мађара. Прелазе Саву после борби са београдском војском. Грађани су напустили Београд, а крсташи су га попљачкали и запалили.
После седам дана 3. јула долазе до Ниша, где им командант Ниша обећава пратњу до Константинопоља и храну, али ако одмах крену.
Петар је обећао да ће кренути и следеће јутро је кренуо. Међутим неколико Немаца се посвађало успут са локалним становништвом и запалили су један млин, што се претворило у сукоб, који Петар није могао контролисати. Цели нишки гарнизон је кренуо у окршај са крсташима и потпуно их дотукао. Крсташи су изгубили четвртину људи. У Софији се 12. јула срећу са византијском пратњом, која их води до Константинопоља. У Константинопољ стижу 1. августа.

## Распад вођства
Византијски цар Алексије I Комнин није знао шта да ради са таквом необичном и неочекиваном војском. Превезао их је преко Босфора до 6. августа. Алексије Комнин је упозорио Петра да се не упушта у борбу са Турцима, док не стигне главнина крсташа, који су још били на путу.
Петру се придружују Французи под вођством Валтера Сан Авоара и бројни италијански крсташи. Кад су се нашли у Азији пљачкали су градове, док нису дошли до Никомедије. Ту је избио сукоб Немаца и Италијана на једној страни са Французима на другој. Немци и Италијани бирају вођу Рајналда, док код Француза Жофри Бурел преузима команду. Петар Пустињак је тиме изгубио контролу над крсташким походом.

## Тешки пораз против Турака
Алексије Комнин је молио Петра Пустињака да чека главну војску са принчевима, али Петров ауторитет је био изгубљен. Крсташи су се даље кретали док Французи нису дошли до Никеје, јаког и важног турског упоришта. Французи су пљачкали по околици.
Немци са 6.000 крсташа заузимају Херигордон и користе га као базу.
Турци шаљу велику војску против Херигордона и немачких крсташа у њему. Турци заузимају 29. септембра једини извор воде за напајање града Херигордона. После осам дана изнурени жеђу крсташи су се предали. Ко није хтео од заробљених да пређе на ислам убијен је, а они који су прешли продани су као робље.

## Остало живо само 3.000 од 20.000 крсташа
Турски шпијуни су ширили приче по крсташком логору, да су Немци не само заузели Херигордон, него и Никеју. То је изазвало одушевљење и пожурили су да учествују у грабежу и пљачки. Наравно Турци су поставили заседу крај пута за Никеју.
Када је стигла права вест што се десило у Херигордону, завладала је паника. Петар Пустињак је тада био на путу за Константинопољ да добије снабдевање. Већина вођа се залагала да причекају Петра. Али Жофри Бурел је запалио масе говором да је кукавички чекати и да треба ударити на Турке. Његова воља је надвладала остале.
Цела војска од 20.000 крсташа кренула је 21. октобра према Никеји. Жене, децу и старије су оставили у логору.
Пет километара од логора на месту где пут улази у уску шумовиту долину Турци су поставили заседу. Кад су Турци напали наступила је паника и дали су се у бег. Они који су се борили су побијени. Само 3.000 са Жофри Барелом склонило се у један стари напуштен замак.
Византијска војска их је спасила опсаде. Те 3.000 су били једини преживели од 20.000 крсташа.